# Llengües baltofineses
Les llengües baltofineses o llengües fènniques són una subfamília lingüística dins les llengües finoúgriques que agrupa els idiomes parlats al voltant del Mar Bàltic, molts en perill d'extinció. Aquestes llengües tenen una morfologia complexa, que es tradueix en canvis fonètics (els al·lomorfs o flexions de determinades paraules es relacionen amb canvis en els sons que els formen).
Uns altres trets distintius són la telicitat en el verb (que afecta el cas dels complements), la manca de gènere gramatical i l'ús força abundant del verb copulatiu (on).
Entre aquestes llengües les que tenen més quantitat de parlants són el finès i l'estonià, ambdues oficials als seus països. A banda d'aquestes dues, també són llengües baltofineses o fènniques el livonià, parlat a Letònia, el carelià, el votià, parlat a la Rússia europea, i el vepsià, parlat també a la Rússia europea.